# Bateaux des philosophes

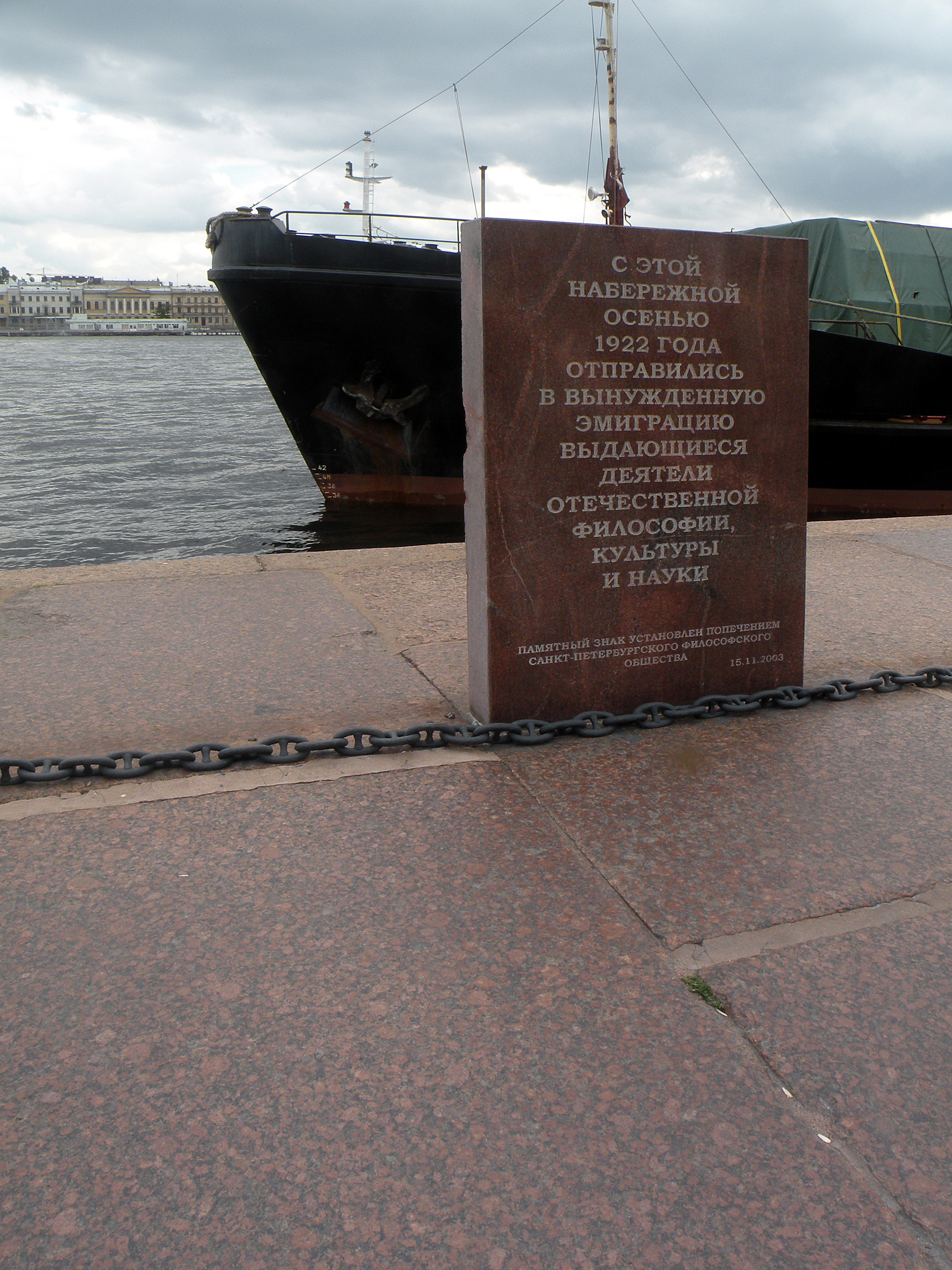
Monument rappelant l'expulsion des « philosophes » Saint-Pétersbourg.

Les bateaux des philosophes (russe : философский пароход) sont les navires par lesquels, en 1922,  le pouvoir expulsa de la Russie soviétique plusieurs centaines d'intellectuels.

## Contexte
En 1922, juste avant la création de l'Union des républiques socialistes soviétiques, plutôt que de les exécuter, Lénine décide d'expulser des membres de l'intelligentsia russe opposés au pouvoir bolchevik. Pour Léon Trotski, « Il n’y avait pas de prétexte pour fusiller ces personnes, mais il n’était plus possible de les supporter... ».

## Déroulement

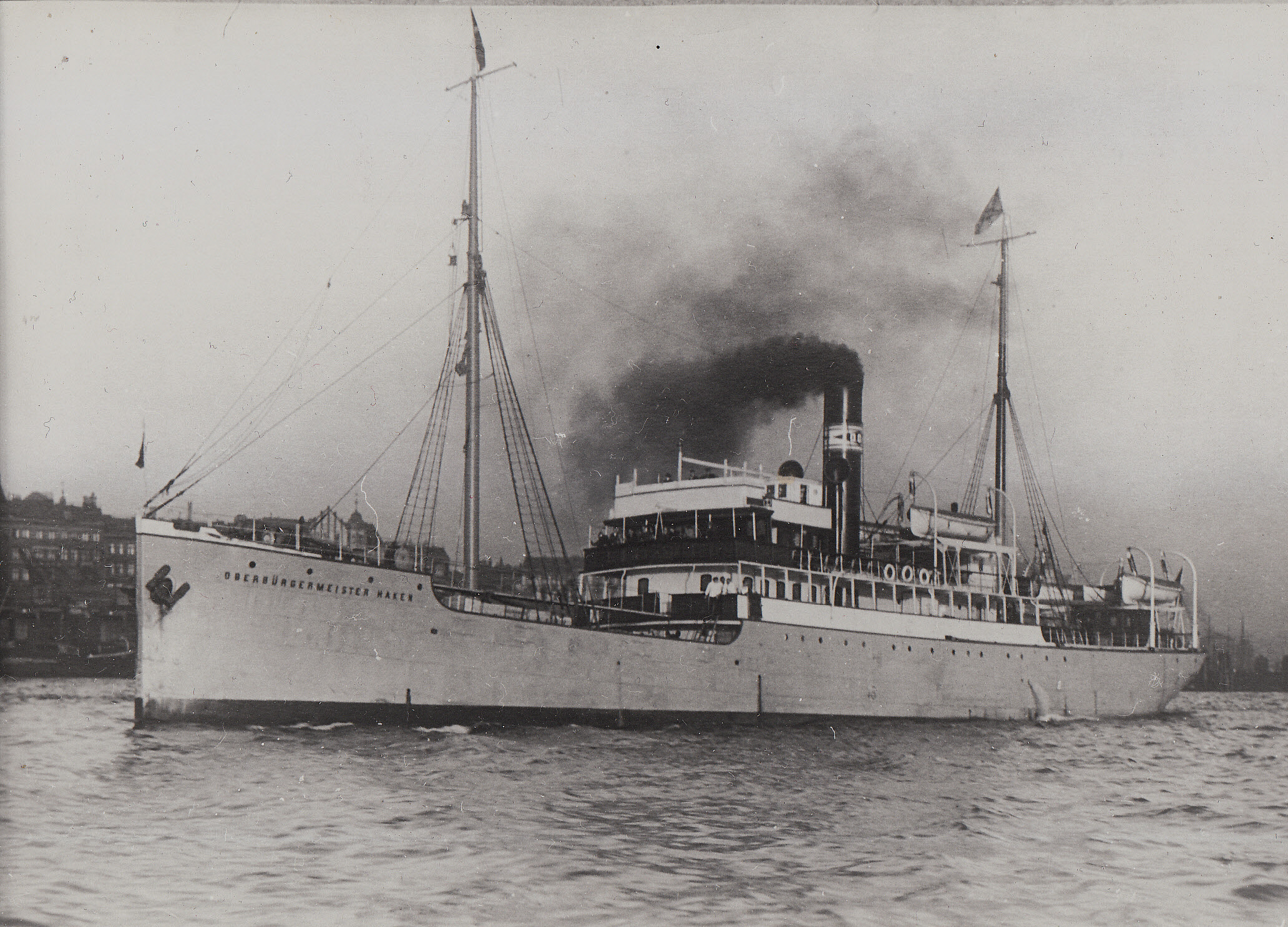
L’Oberbürgermeister Haken, l'un des deux bateaux qui transporta les expulsés.

En mai 1922, Lénine demande à Félix Dzerjinski, le chef de la police bolchévique, de préparer la déportation d'intellectuels. Il fait modifier le code pénal (ru) pour permettre l'expulsion administrative et demande que soient préparés des dossiers contre les intellectuels en question. 
Les intellectuels sont arrêtés par la Guépéou dans la nuit du 16 au 17 août 1922. Ils sont condamnés et ont le choix entre l'exécution et l'expulsion. Ils doivent payer leur voyage et ne peuvent emporter ni objets de valeurs ni livres.
Les deux bateaux acheminent les intellectuels de Pétrograd à Stettin. Le premier (l'Oberbürgermeister Haken, nommé d'après un maire de Stettin) quitte Pétrograd le 29 septembre 1922 et arrive le 1er octobre 1922 avec 35 expulsés et leurs familles. Le second bateau (le vapeur Preussen) part en novembre.
Pour Anton Nikolski, après l'Âge d'argent de la culture russe, « le « bateau des philosophes » occupe une place particulière dans l’histoire russe. Il est un moment symbolique à partir duquel la culture russe s’est scindée en deux : la culture soviétique et la culture émigrée.»

## Parmi les expulsés
- Vladimir Abrikosov (en) (1880-1966)
- Yuly Aykhenvald (en) (1872-1928)
- Ilia Bakkal (1894-1950)
- Nicolas Berdiaev (1874-1948)[6]
- Alexandre Bogolepov (1886-1980)
- Sergueï Boulgakov (1871-1944)
- Valentin Boulgakov (1886-1966)
- Boris Brutskus (1874-1938)
- Siméon Frank (1877-1950)
- Ivan Iline (1883-1954)
- Lev Karsavine (1882-1952)
- Alexandre Kiesewetter (1866-1933)
- Nestor Kotlyarevsky (en) (1863-1925)
- Iekaterina Kouskova (1869-1958)

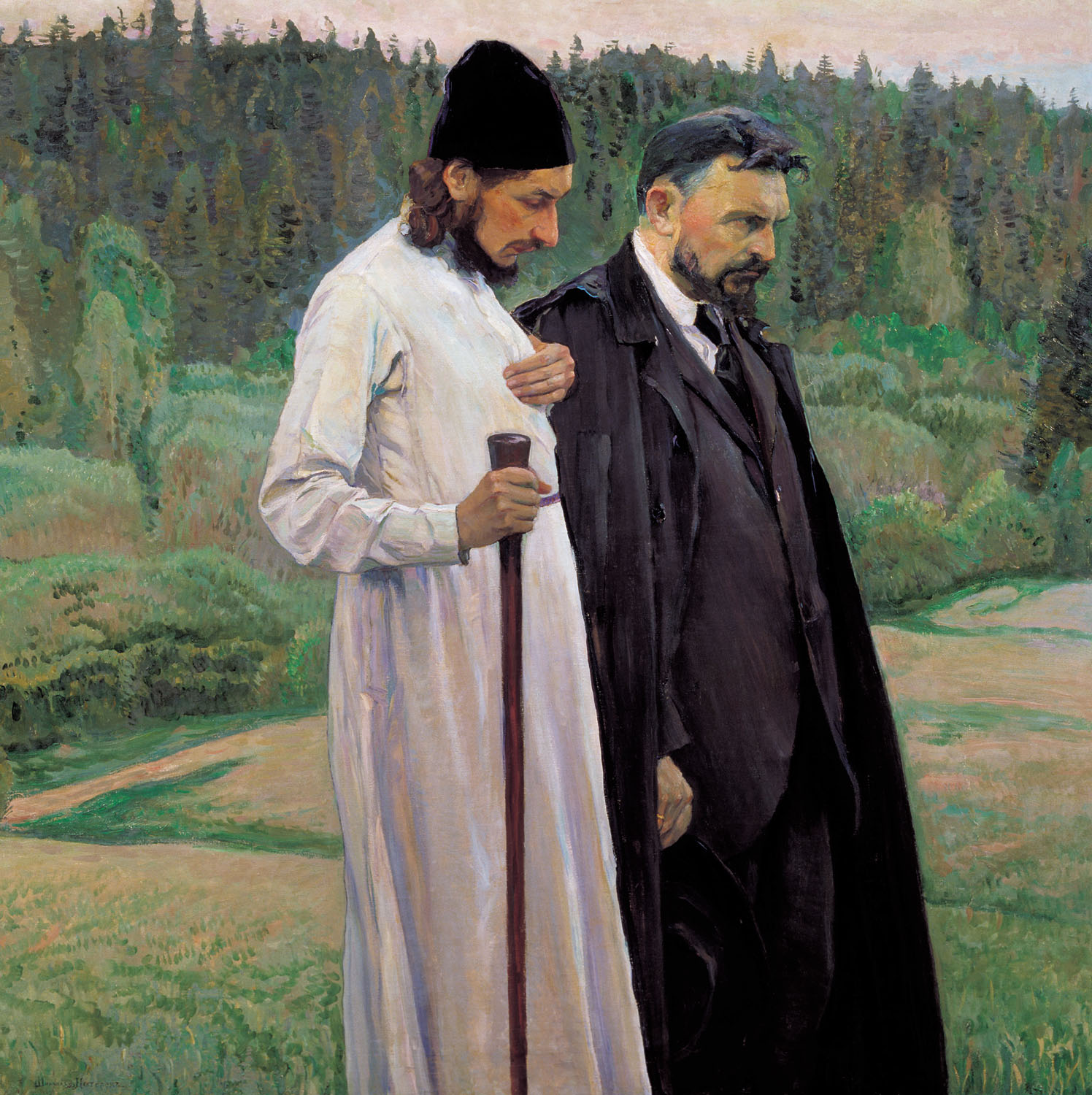
Philosophes (portrait de Paul Florensky et Sergueï Boulgakov), Mikhaïl Nesterov, 1917.

- Vladimir Kuzmin-Karavayev (en) (1859-1927)
- Ivan Ivanovič Lapšin (cs) (1870-1952)
- Vladimir Lossky (1903-1958)[7]
- Venedikt Miakotin (en) (1867-1937)
- Mikhaïl Mikhaïlovitch Novikov (ru) (1876-1965)
- Mikhaïl Ossorguine (1878-1942)[8]
- Alexandre Ivanovitch Ougrimov
- Sergei Prokopovich (en) (1871-1955)
- Dimitri Selivanov (?)
- Pitirim Sorokin (1889-1968)
- Fyodor Stepun (en) (1884-1965), philosophe, historien, sociologue
- Nikolaï Nikolaïevitch Tsvetkov
- Vsevolod Stratonov (1869-1938)
- Sergueï Evguenievitch Troubetskoï (ru) (1890-1949)
- Boris Vysheslavtsev (en) (1877-1954)
- Vsevolod Ivanovitch Yasinsky (ru) (1884-1933), ingénieur
- Vladimir Vassilievitch Zworykin (ru)